# Coelidia perlatus
Coelidia perlatus är en insektsart som beskrevs av Hermann Burmeister 1838. Coelidia perlatus ingår i släktet Coelidia och familjen dvärgstritar. Inga underarter finns listade i Catalogue of Life.